# Cerastium rivulare
Cerastium rivulare är en nejlikväxtart som beskrevs av Jacques Cambessèdes. Cerastium rivulare ingår i släktet arvar, och familjen nejlikväxter. Inga underarter finns listade i Catalogue of Life.